# أسواق يافا

تقع مدينة يافا على الساحل الشرقي للبحر الأبيض المتوسط جنوب مصب نهر العوجا بنحو 7 كم، وإلى الشمال من مصب وادي الصرار المعروف بنهر روبين، وإلى الشمال من مدينة القدس بنحو 60 كم. تحمل يافا أهمية جغرافية لكونها المدينة العربية الأكبر على الساحل الفلسطيني بين حيفا والحدود المصرية. تختلف تقديرات عدد أهل يافا عشية النكبة، إذ تتراوح التقديرات بين 90 إلى 120 ألف فلسطيني، وقد بقي أكثر من أربعة آلاف فلسطيني في المدينة في حي العجمي في جنوبي يافا بعد النكبة.
تعتبر مدينة يافا من أقدم المدن في فلسطين التاريخيّة، حيث يعود تاريخ بنائها إلى أيام الكنعانيين. وقد أخذت على مرّ العصور مكانة هامّة وحظيت باهتمامٍ خاص كونها مدينة ساحلية، تحظى بطابعها المعماري الخاصّ وتنوع ثقافي مميّز، ولذلك حصلت على لقب "عروس البحر". جعل الموقع الجغرافي المميّز للمدينة منها نقطة جذب للعديد من سكان السّاحل وسكان المدن المجاورة، فشكّلت مركزًا تجاريًّا هامًّا. فقد شكلت ميناءً للقدس ومدينتيّ اللد والرملة، كما يحيط بها العديد من القرى العامرة وسط السهل الخصب، فتنوّعت أسواقها وتعددت أغراضها. فكان فيها عدد كبير من الأسواق التجارية.

## تشكّل الأسواق وتخطيطها

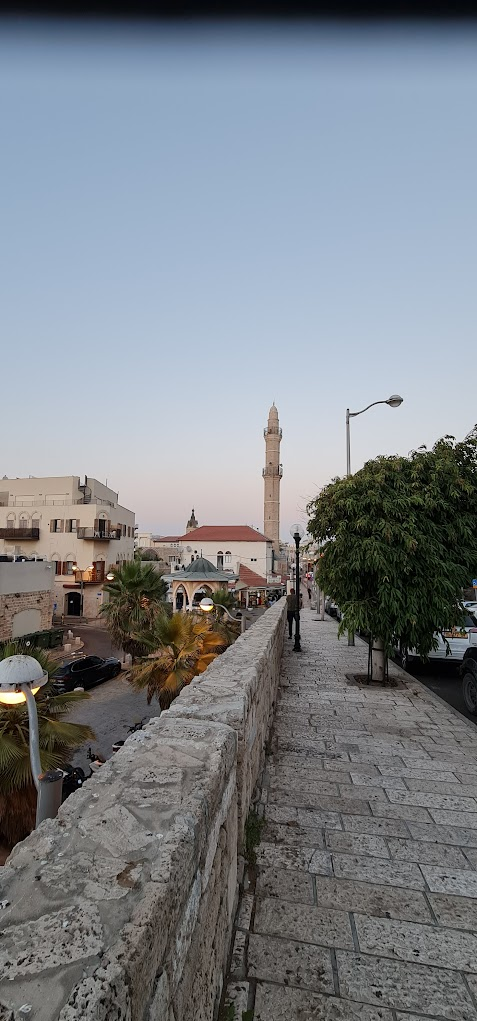
سوق يافا من ومسجد يافا القديم

لقد كان لوالي مدينة يافا الهمام محمد باشا أبو نبوت دور هامّ في تأسيس العديد من أسواق المدينة، كما جعل من إيراداتها وقفًا يُخصص لدعم جامع ومدرسة جامع يافا الكبير. ومن أهم الأسواق التي قام على بنائها، سوق الفرج الواقع إلى الجنوب من الجامع الكبير.
تجمّعت الأسواق في مدينة يافا بجانب بعضها البعض بشكل يخلق تكاملاً لها بنفس نمط تخطيط المدن الإسلاميّة المسوّرة. فشكّلت مركزًا تجاريًّا هامًّا. وتشكلت الأسواق من مجموعة من الدكاكين. تركزت معظم الأسواق في المنطقة الموالية لباب المدينة القديم بالإضافة لمنطقة جامع يافا الكبير. ثم امتدت إلى أطراف بعض الحارات مثل حارة الشيخ إبراهيم وحارة الرمليّة.

### أنواع الأسواق
بعض الأسواق تتخصص بسلعة معينة.

### سوق باب البوّابة
أطلق على مجموعة الأسواق المتاخمة لمدخل البلدة القديمة بـ "سوق باب البوّابة". ومن هذه الأسواق:

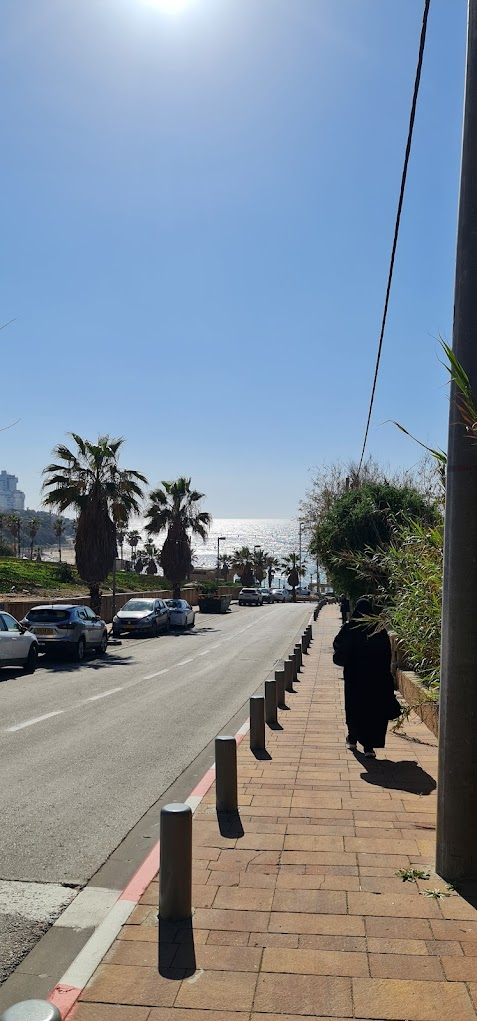
شاطئ سوق حارة العجمي

- سوق الحدادين
- سوق السّلطان
- سوق الدّلالين
- سوق السّترن
- شاطئ سوق حارة العجمي سوق الصّياغ القديم
- سوق العطارين
- سوق القمح
- سوق الفرج

### سوق الفرج
السوق الذي أنشأه الوالي أبو نبوت، وقد تمت إزالته عند توسعة مدخل البلدة القديمة في زمن الوالي حسن بك الحابي عام 1914-1915. يعتبر سوق الفرج من أكبر أسواق مدينة يافا. له مدخلان أحدهما يُدخل منه إلى ساحة جامع يافا، والثاني يرتبط مع الشارع الرئيسي الذي يصل إلى بوابة البلدة. ضم سوق الفرج إحدى عشرة دكانًا، منها ما هو موقوف على الجامع الكبير ومدرسته ودكاكين أخرى كثيرة. ترتّبت هذه الدكاكين في صفّين متقابلين، وينتهي السوق ليُفضي إلى ساحة يتوسّطها بركة في الجهة الشماليّة الشرقيّة المواجهة لجامع يافا الكبير.

### أسواق أخرى
من الأسواق الأخرى:
- سوق الخضر
- السوق الجديد
- سوق العامود

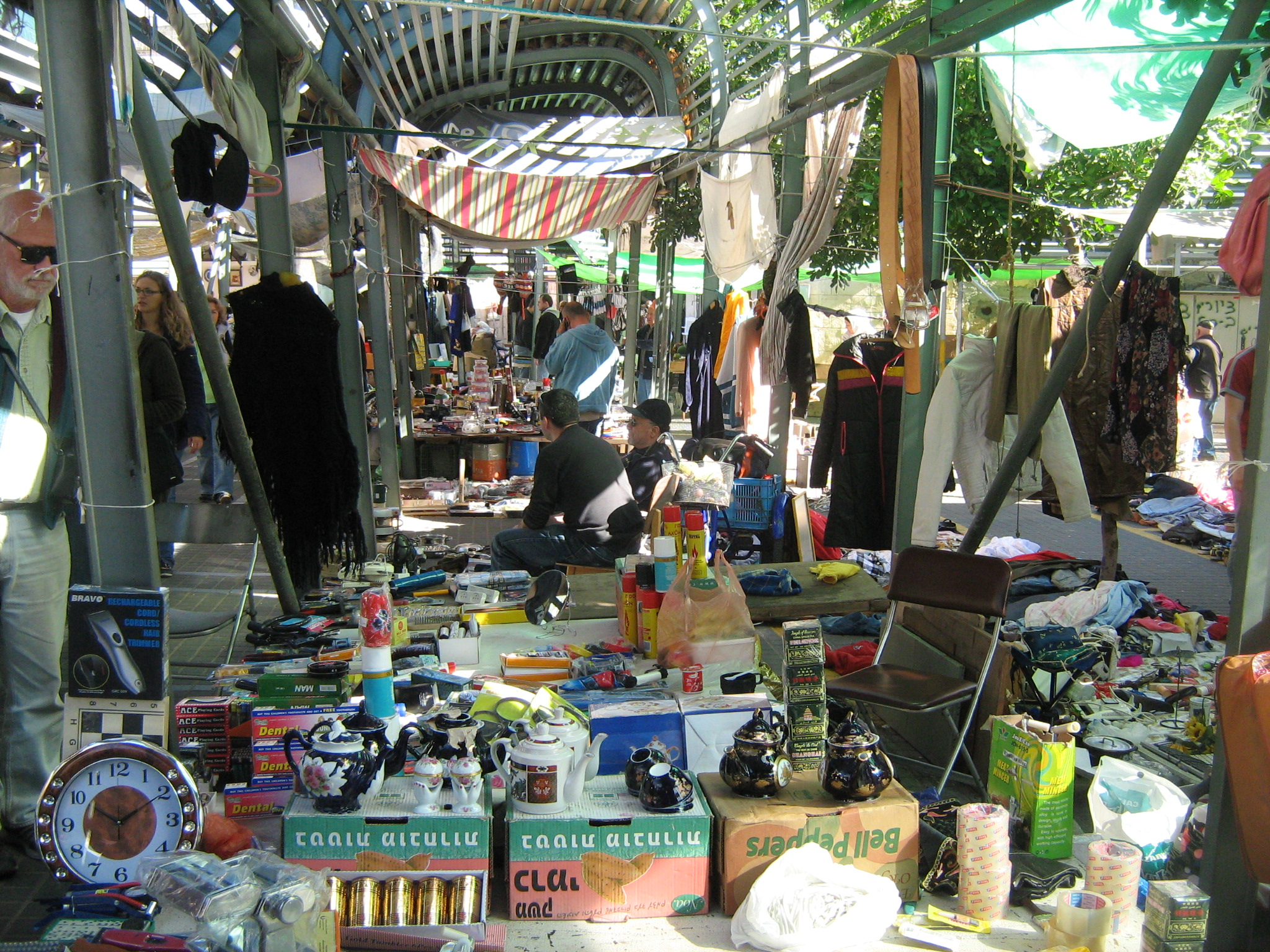
سوق السلع المستعملة

- السوق الكبير، الذي يطلّ على مجموعة الأسواق الواقعة على يمين ويسار مدخل البلدة القديمة
- سوق الحمام القديم
- سوق السلع المستعملة او (مكان المقايضة)، ويُسمَّى في عدة لغات أجنبية سوق البُرغوث

### عن تاريخ أسواق المواد المستعملة
الظاهر أن سوق السلع المستعملة الأول هو  في إقليم سين سان دوني شمال باريس. سوق قديم مفتوح وواحد من أسواق السلع المستعملة الأربعة في باريس. سُميت أسواق السلع المستعملة باسم سوق البراغيث نسبة إلى الملابس والمنسوجات القديمة الموبوءة بالبراغيث والتي كانت تُباع في هذه الأسواق قديمًا. منذ نهاية القرن السابع عشر، بدأ وجود سوق مفتوح في سين سان دوني يحتوي على أكشاك مؤقتة بين الحقول والحدائق، حيث باع تجار الخرق بضائعهم بثمن بخس. في الوقت الحاضر، يُعتبر السوق في سان دوني من أكبر الأسواق للأثاث العتيق. سوق آخر للسلع المستعملة في باريس هو يحتوي على مجموعة كبيرة من السلع المعروضة على أرصفة الشوارع في الدائرة الرابعة عشرة في باريس.

### أبرز أسواق السلع المستعملة في البلاد
من بين أبرز أسواق السلع المستعملة في البلاد:
- سوق السلع المستعملة في يافا
- سوق السلع المستعملة في مدينة حيفا التحتى